# Macrobrachium tenellum
Macrobrachium tenellum är en kräftdjursart som först beskrevs av Smith 1871.  Macrobrachium tenellum ingår i släktet Macrobrachium och familjen Palaemonidae. Inga underarter finns listade i Catalogue of Life.